# Luis Fernández (pintor)

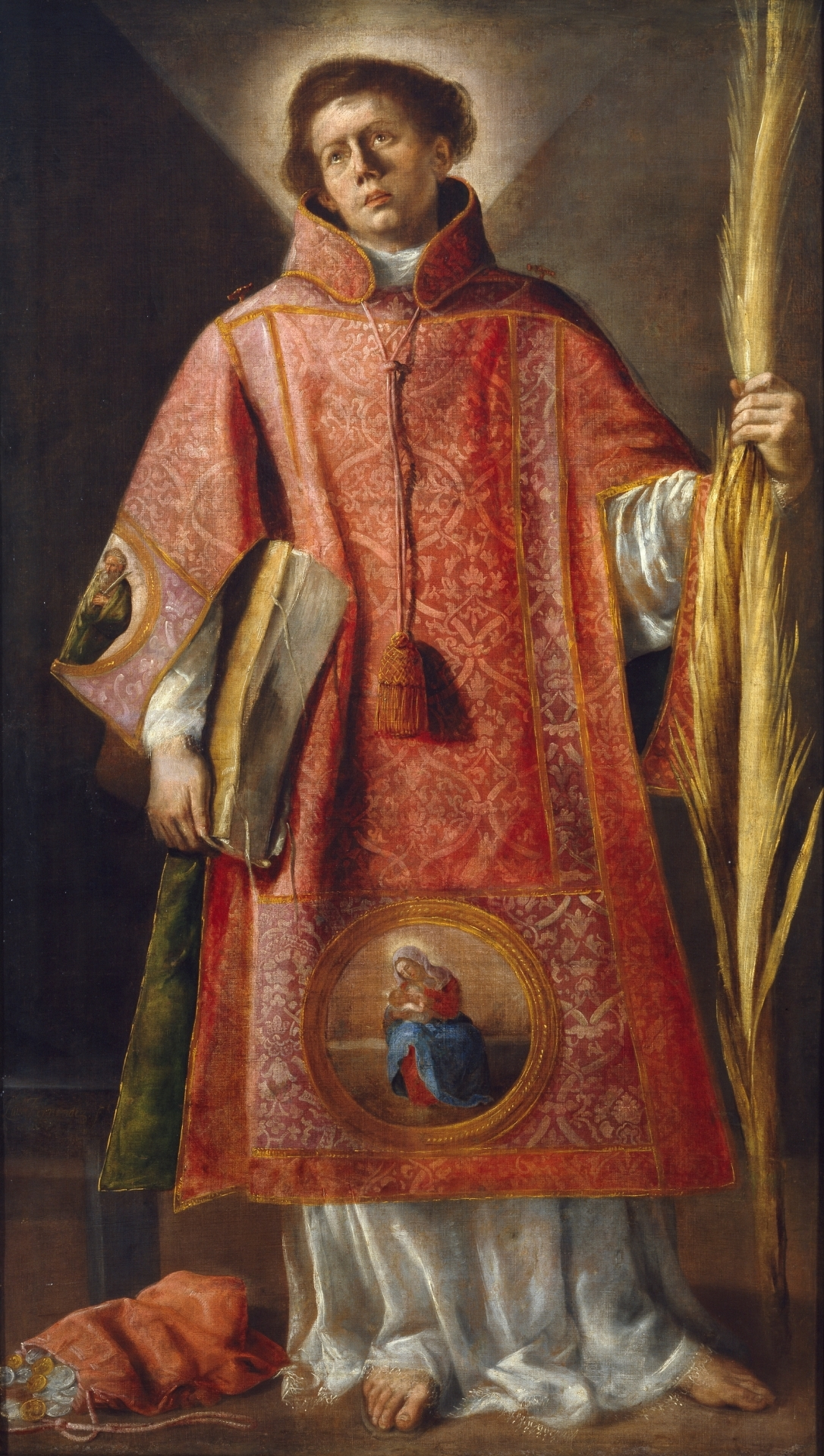
San Lorenzo, 1632. Óleo sobre lienzo, 205 x 115 cm. Museo del Prado

Luis Fernández fue un pintor español, discípulo de Eugenio Cajés. Según las fechas que da Antonio Palomino, que lo decía muerto en 1654 «antes de los sesenta años», habría nacido en 1594, pero Lázaro Díaz del Valle, que escribía en 1657, se refería a él como estando aún vivo.

## Biografía
Pocos datos se conocen de la vida de este pintor, natural de Madrid, según Palomino, y discípulo de Eugenio Cajés, a quien se encargó en 1635 la conclusión junto con Antonio Puga de los cuadros de batallas para el Salón de Reinos del Palacio del Buen Retiro que su maestro, fallecido un año antes, había dejado inacabados. Casó en 1612 en la parroquia de San Sebastián con María de Morales, de cuyo matrimonio nacieron nueve hijos, bautizados todos en la misma parroquia, el menor de ellos en 1640. En 1624 firmó una de las pinturas del Retablo de la Virgen de la parroquia de Cebreros (Ávila). Un año más tarde se le encuentra trabajando en el claustro de la Merced Calzada de Madrid, con Pedro Núñez del Valle y Juan van der Hamen, y testificando en favor de Angelo Nardi, en el pleito entablado por este para obtener la anulación matrimonial. Actuando en nombre del gremio de pintores se comprometió en 1630 a sacar en procesión un paso de la Cofradía de los Siete Dolores, origen luego de un largo pleito.

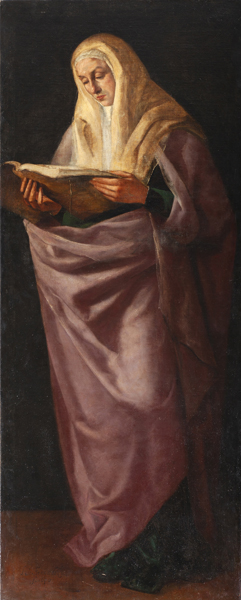
Santa Ana, 1630. Óleo sobre lienzo, 181 x 73 cm. Pastrana, Colegiata.

En 1639 se comprometía junto con Juan de Solís a realizar la decoración pictórica del retablo y camarín de la Virgen, obra de Pedro de la Torre en la madrileña iglesia del Buen Suceso. Las labores incluían el dorado del retablo, la pintura al temple de los muros y cúpula, con ángeles y jarrones de flores en las pechinas, y siete cuadros al óleo de la vida de la Virgen. No será la única vez que acepte este tipo de labores menores, pero lucrativas. Se encargó también del policromado de esculturas de Manuel Pereira, entre ellas una de san Sebastián para el retablo contratado por el portugués para la parroquia madrileña de su feligresía. El retablo de san Marcos de Martín Muñoz de las Posadas (Segovia), contratado en 1643 por Manuel Pereira y en el que se registran pagos también a Pedro de la Torre, probablemente como tracista, debió de contar también con la participación de Fernández en el policromado de la monumental figura del titular y, quizá, en las pinturas del banco y cuerpo del retablo, para las que falta la documentación. El 27 de marzo de 1653 contrató en Madrid junto con el también pintor Mateo Gallardo y el dorador Simón López, las labores de dorado y estofado del retablo mayor de la catedral de Plasencia, obra de Gregorio Fernández y su taller, para el que se comprometían también conjuntamente a pintar los dos lienzos destinados al segundo cuerpo, con la Circuncisión y la Adoración de los Reyes, dejando las del primer cuerpo a Francisco Rizi. Falleció en Madrid, según Palomino, en 1654, antes de cumplir los sesenta años, con gran sentimiento de los muchos amigos que tenía por su amable trato, y excelentes prendas.

## Obra
Las primeras obras firmadas —1624—, las pinturas del Retablo de la Virgen en la parroquial de Cebreros (Ávila), son obras que pueden relacionarse con la producción de Cajés, pero de muy pobre calidad, lo que ha hecho pensar a Alfonso E. Pérez Sánchez que se trate de obras salidas del taller o incluso de un pintor homónimo, dado lo común del nombre. De una calidad muy superior son las restantes tres pinturas firmadas por él que se han conservado: los lienzos de San Joaquín y Santa Ana de la Colegiata de Pastrana, firmados en 1630, y el San Lorenzo del Museo del Prado, depositado en el Consejo de Estado, de 1632, figuras monumentales las tres, de proporciones alargadas y amplios paños a la manera de Cajés, pero tratadas con una soltura de pincelada muy avanzada, habiendo asimilado plenamente los modelos venecianos.